# Salón Nacional de las Estatuas

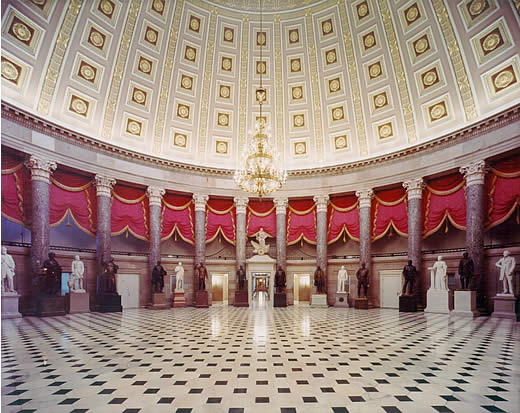
La Sala Nacional de las Estatuas

La Sala Nacional de las Estatuas (en inglés National Statuary Hall) es una cámara en el Capitolio de los Estados Unidos, en Washington D. C., dedicada a esculturas de estadounidenses preeminentes. La sala, también conocida como la Antigua Sala de la Casa (en inglés The Old Hall of the House) es un gran cuarto de dos pisos semicircular con un segundo piso que constituye una galería a lo largo del curvado perímetro. 
La Colección de estatuas que posee la Sala se fue ampliando con donaciones y en la actualidad posee 100 estatuas donadas por 50 estados. Cada estado ha contribuido con dos estatuas. La Sala data de comienzos del siglo XIX y fue lugar de reunión de los parlamentarios. Fue destruida, junto con el capitolio, en la Guerra anglo-estadounidense de 1812. Luego fue reconstruida y sufrió algunas reformas. La actual reconstrucción data de 1857. La primera estatua fue colocada en 1870.